# وزیر اول اسکاتلند
وزیر اول اسکاتلند (گیلی اسکاتلندی: Prìomh Mhinistear na h-Alba) رهبر سیاسی اسکاتلند و رئیس دولت این کشور است. وزیر اول اسکاتلند، رئیس کابینه وزیران و مسئول مستقیم تدوین، توسعه و معرفی سیاست‌های دولت اسکاتلند است. وزیر اول عضو پارلمان اسکاتلند است و پیش از آن‌که توسط پادشاه منصوب شود، اعضای پارلمان اسکاتلند وی را انتخاب می‌کنند. وزرا، اعضای کابینه و افسران قانونگذاری اسکاتلند به دست وزیر اول منصوب می‌شوند. وزیر اول به عنوان مسئول دولت، مستقیماً پاسخگوی اعمال و اقدامات دولت در برابر پارلمان اسکاتلند است. در حال حاضر جان سوینی از حزب ملی اسکاتلند مسئولیت وزیر اولی اسکاتلند را بر عهده دارد.

## تاریخ
پس از همه‌پرسی در سال ۱۹۹۷، که در آن رأی دهندگان اسکاتلندی موافقت خود را اعلام کردند، پارلمان اسکاتلند و هیئت اجرایی اسکاتلند (بعدها دولت اسکاتلند) توسط پارلمان بریتانیا و دولت کارگر نخست‌وزیر تونی بلر تأسیس شد.
پارلمان سابق اسکاتلند به دنبال قوانین اتحادیه ۱۷۰۷ معلق شده بود و پارلمان بریتانیا را تشکیل می‌داد. ایجاد مجدد یک قوه مقننه و مجریه اختصاصی برای اسکاتلند به عنوان تفویض اختیار شناخته شد و آغازگر اقدامی برای حاکمیت داخلی یا خودمختاری در امور داخلی آن، مانند بهداشت، آموزش و عدالت بود. جنبش واگذاری قدرت در دهه ۱۹۷۰ به اوج رسید و منجر به تشکیل کمیسیون سلطنتی قانون اساسی شد که منجر به قانون اسکاتلند در سال ۱۹۷۸ شد. این می‌توانست یک مدیر اجرایی مستقل اسکاتلندی با رهبری به نام «دبیر اول» ایجاد کند، پستی که انتظار می‌رفت جف شاو، رهبر سیاسی استراثکلاید برای آن انتخاب شود. شاو پیش از موعد درگذشت و شکست رفراندوم ۱۹۷۹ منجر به عدم اجرای قانون شد.
پس از رفراندوم ۱۹۹۷ و قانون اسکاتلند ۱۹۹۸، تفویض اختیار اسکاتلند به ایجاد پست وزیر اول به عنوان رئیس دولت اسکاتلند واگذار شد.
از سال ۱۹۹۹، وزیر امور خارجه اسکاتلند دولت بریتانیا در نتیجه انتقال مسئولیت‌ها به پارلمان اسکاتلند و دولت اسکاتلند، نقش بسیار کمتری در دفتر تغییر نام یافته اسکاتلند داشته‌است.